# Kościół Jezusa w Rydze
Kościół Jezusa (łot. Rīgas Jēzus luterāņu baznīca) – drewniana świątynia luterańska znajdująca się w Rydze przy ul. Elijas 18 zbudowana w latach 1818–1822. 

## Historia
Kamień węgielny pod budowę współczesnego kościoła został położony 9 października 1818. Wcześniej (od 1635) istniały już trzy budynki tejże parafii, którym z racji drewnianej konstrukcji nie udało się przetrwać. Utrzymaną w stylu klasycyzmu świątynię zaprojektował Chrystian Friedrich Breitkreutz (1791–1820), a prace budowlane prowadził Johann Daniel Gotffriedt (1768–1831). 8 października 1822 kościół został poświęcony przez proboszcza Bergmanna, na uroczystości był obecny m.in. superintendent generalny Rygi Ch(ristian?) Sontag. 
Kościół jest największą i najstarszą drewnianą świątynią na Łotwie – jego wieża ma wysokość 37 metrów. Budynek powstał na planie ośmioboku o średnicy 26,8 metrów. Portal zdobi 16 kolumn w stylu jońskim. W ołtarzu do 1938 znajdował się obraz "Ukrzyżowanie Chrystusa" (Jēzus kristīšana) autorstwa F. Špora (1797–1877). W 1938 rozpoczęła się przebudowa i rozbudowa świątyni według projektu architekta Pauls Kundziņš (1888–1983), która opiewała na sumę 81 tys. łatów. Marmurową rzeźbę do nowego ołtarza wyrzeźbił Jāņis Briežs (1902–1953).